# Junkers Ju 252
Junkers Ju 252 – niemiecki średni samolot transportowy, wersja rozwojowa Ju 52.

## Historia
W połowie lat 30. XX w. Lufthansa złożyła zamówienie w firmie Junkers na zbudowanie następcy wysłużonego Ju 52/3m. Zakładano, że nowa konstrukcja zachowa dobre właściwości lotne i eksploatacyjne poprzednika, a ponadto będzie dysponować większym zasięgiem i udźwigiem. Pierwszy projekt, oznaczony jako E77, został przedstawiony w grudniu 1938 roku, wg założeń konstruktorów miał być to trzysilnikowy samolot mogący przewozić 21 pasażerów. Samolot miał być napędzany silnikami BMW 132, mieć trójdzielny płat i chowane podwozie. Został wykonany model nowej maszyny, który przeszedł badania w tunelu aerodynamicznym w Dessau. Przedstawiona koncepcja nie spotkała się z zainteresowaniem zamawiającego, również Ministerstwo Lotnictwa Rzeszy (niem. skrót. RLM) nie wykazało chęci zakupu nowej maszyny.
W 1939 roku Lufthansa ponownie zwróciła się do Junkersa o przygotowanie projektu nowej konstrukcji. W lipcu zespół konstrukcyjny kierowany przez Konrada Eicholtza przedstawił projekt noszący oznaczenie Ju 252, całkowicie odmienny od E77. Samolot, wg założeń projektowych, był wyposażony w ciśnieniową kabinę pasażerską dla 21 osób, osiągał prędkość 350 km/h i miał zasięg 1500 km przy masie startowej 18 000 kg. Na wniosek Lufthansy samolot został dostosowany do przewozu 35 osób oraz wyposażony w hydraulicznie poruszaną tylną rampę załadowczą, testowaną wcześniej w samolocie Ju 90. Opuszczenie rampy powodowało podniesienie ogona samolotu i umożliwiało wjazd na pokład pojazdów. Otwarcie rampy w czasie lotu pozwalało na bezpieczny zrzut skoczków spadochronowych. Rozwiązanie to w późniejszym czasie stało się standardem w samolotach transportowych. Firma Junkers uzyskała zamówienie na budowę trzech prototypów. Pierwszy, Ju 252V1 (D-ADCC), został oblatany w październiku 1941 roku i był wyposażony w silniki Jumo 211F. Zimą oblatano kolejne prototypy oznaczone jako Ju 252V2 i V3. Wiosną oblatano kolejny egzemplarz noszący oznaczenie Ju 252V4, który stał się wzorcem do produkcji seryjnej.
Z uwagi na ogłoszenie przez III Rzeszę wojny totalnej produkcja, w tym lotnicza, została dostosowana do zapotrzebowania niemieckiego wojska. Ju 252 został dostarczony Luftwaffe w wersji transportowej, wyposażony w uzbrojenie obronne. Składało się z karabinu maszynowego MG 131 w grzbietowej wieżyczce oraz dwóch karabinów maszynowych MG 15 zamontowanych w oknach kabiny transportowej.
Przedsiębiorstwo Junkers opracowało kilka wariantów rozwojowych konstrukcji: wyposażone w silniki gwiazdowe BMW-Bramo 323R-2, wodnosamolot, samolot na podwoziu nartowym i inne. Nie uzyskały one akceptacji RLM, które poszukiwało oszczędności poprzez unifikację produkcji i wykorzystanie w konstrukcji materiałów bez znaczenia strategicznego (np. drewna). Ostatecznie wyprodukowano 11 egzemplarzy seryjnych, oznaczonych jako Ju 252A-1, które nosiły też oznaczenia prototypowe od V5 do V15.
Na bazie Ju 252 wyposażonego w silniki BMW-Bramo 323R-2 opracowano w 1943 roku samolot transportowy Junkers Ju 352.

## Zastosowanie bojowe
Samoloty Ju 252 trafiły do jednostek wykonujących zadania specjalne. Ju 252V5 został włączony do Viermotorigen Transportstaffel, następnie do Lufttransportstaffel 290. Inne samoloty tego typu trafiły do grupy zajmującej się zrzutem agentów na alianckim zapleczu w Afryce Północnej, tzw. Gruppe Gartenfeldt. Dwa samoloty znalazły się na wyposażeniu Kampfgeschwader 200.

## Konstrukcja
Trzysilnikowy samolot pasażerski i transportowy w układzie wolnonośnego dolnopłata o konstrukcji metalowej.
Skrzydło trójdzielne, kryte całkowicie blachą. W centropłacie znajdowały się zbiorniki paliwa i klapy. Na częściach zewnętrznych płata znajdowały się klapy działające jak różnicowe lotki. Kadłub o przekroju kwadratowym, konstrukcji skorupowej z ciśnieniową kabiną pasażerską. W tylnej części kadłuba była zamontowana hydrauliczna rampa załadunkowa umożliwiająca, po opuszczeniu, załadunek pojazdów. Podwozie trójpunktowe z kółkiem ogonowym. Pojedyncze koła główne chowane do tyłu w gondole silników skrzydłowych, kółko ogonowe chowane w kadłub. Napęd stanowiły trzy silniki rzędowe Junkers Jumo 211F napędzające trójłopatowe śmigła o zmiennym skoku. 